# استبطان (علم الاجتماع)
الاستبطان ويقال له الاستدماج هو قبول الفرد لمجموعة من الأمثولات التي أنشأها الناس أو الجماعات والتي لها تأثير كبير على الفرد. وتبدأ العملية بفهم هذه الامثولات، وبعد ذلك يدرك الفرد بأنها ذات قيمة، وفي نهاية المطاف يتقبلها الفرد وكأنها جزء من قناعاته وإيمانه.
كان الاستبطان أحد المناهج المبكرة في دراسة الظواهر النفسية، ويُقصد به ان يتأمل الشخص تفكيره ويلاحظه ويقرر الحالات والمراحل والادراكات التي شعر بها في مواجهة موقف معين أو عند استجابه لمنبه ما، وقد استخدم هذا الاسلوب في معمل فونت، إلى جانب التجارب المضبوطة بهدف القاء الضوء على الخبرة الذاتية للشخص وكانت كل تجربة في معمل فونت تتضمن فاحص واحد ومُجرٓب عليه واحد فقط، ولقد لحقت بهذا الأسلوب تطورات كثيرة فأصبحنا بدلاً من ان نترك الشخص يستبطن بحرية كاملة خبراته الذاتية نوجه له أسئلة محددة وتفضيلية يجيب عليها لنحصل على تقارير متشابهة يمكن المقارنة بينها واستخلاص خصائصها المشتركة.